# Gamecash
 (novembre 2023).
 (novembre 2010).
Gamecash est une marque de la société Intervalles qui exploite la franchise française des magasins spécialistes en jeux vidéo d'occasion, et du site d'achat et de vente en ligne gamecash.fr, un site de commerce électronique français consacré aux jeux vidéo et films d'occasion.
Créée en juin 2003[source insuffisante], la société compte plus de 60 points de vente répartis sur tout le territoire français. Elle est située à Beaucouzé, au 9 rue Michaël Faraday dans le quartier Belle Beïlle. L'entreprise est également éditrice d'une solution informatique destinée aux magasins de jeux vidéo d'occasion, d'argus des jeux et des films et d'un site de réparation des CD et DVD rayés[source insuffisante],[source insuffisante].

## Gamecash
Cofondée par Philippe Cougé, Véronique Cougé et Patrick Gomez, en juin 2003 à Angers, Gamecash est une société par actions simplifiée dont l'activité est double : La marque est le franchiseur du réseau de magasins spécialisés en jeux vidéo neufs et occasions; elle est également éditrice de trois sites internet autour des produits vidéo ludiques d'occasion :
- www.gamecash.fr, dont le slogan est « site d'achat/vente 100 % jeux d'occasion ».
- www.reparer-cd.fr, dont le slogan est « réparation professionnelle des CD et DVD rayés ».
- www.argusjeux.fr, dont le slogan est « l'argus des jeux vidéo d'occasion » rassemblant des cotations de jeux vidéo nouvelle génération (PlayStation 4, Wii U, Xbox One, Nintendo 3DS, Nintendo Switch) et retrogaming (anciennes consoles).

Gamecash compte en février 2013, 65 magasins sur le territoire français après le rachat de 24 magasins GAME et de la marque SCORE GAMES à la barre du tribunal de Commerce de Bobigny, le 1er février 2013 . Le réseau propose à ses clients des services autour de l'occasion : l'ensemble de ces prestations sont labellisées "Eco-gaming". En 2016 le réseau rassemble un million de clients en France.[réf. nécessaire]
Quelques dates clés[réf. nécessaire] :
- 2003 : création de la marque Gamecash, Achat/vente de DVD et jeux vidéo.
- 2005 : lancement du premier magasin Pilote à Angers, rue Jules Eugène Lenepveu.
- 2006 : signature des premiers contrats de Franchise Gamecash.
- 2008 : la société, initialement SARL se transforme en Société par actions simplifiée.
- 2009 : lancement du site de réparation des CD rayés, www.reparer-cd.fr.
- 2010 : lancement des sites www.gamecash.fr (mars) et  www.argusjeux.fr (octobre).
- 2012 : première participation au salon Franchise expo Paris (mars).
- 2013 : rachat de 24 magasins Game et de la marque Score Games (février).
- 2014 : ouverture de Nouméa (Nouvelle Calédonie) et Namur (Belgique).
- 2016 : nouveau siège social à Beaucouzé. Ouverture de Cayenne (Guyane) et Mons (Belgique).
- 2017 : ouverture de Liège et Gosselies (Belgique).
- 2018 : ouverture de Rocourt (Belgique).
- 2019 : création de Gamecash Canada Inc. Ouverture d'un 2e magasin en Guyane, ouverture de Fort de France (Martinique) et du 1er magasin de Paris.
- 2020 : ouverture de Casablanca - Maroc (Mediacash).